# Tile von Vechelde (1494–1572)
Tile von Vechelde (* 29. Juni 1494 in Braunschweig; † 10. Mai 1572 in Braunschweig) war ein deutscher Gewandschneider, Kaufmann und Zehnmann im Braunschweiger Stadtrat.

## Leben

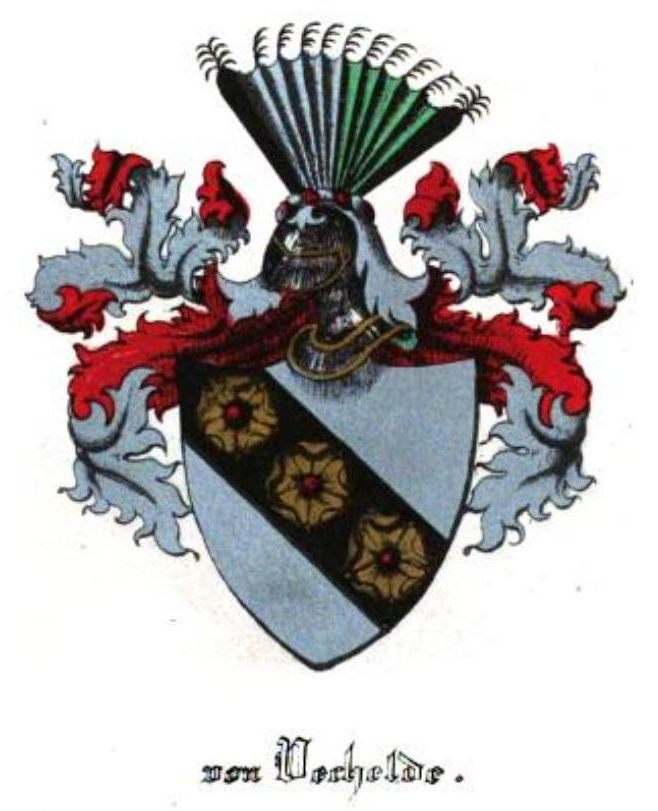
Wappen derer von Vechelde

Tile (II.) gehörte der seit 1345 in Braunschweig nachweisbaren Patrizier- und Ratsfamilie der Altstadt, von Vechelde, an. Die im Fern- und Tuchhandel tätige Familie war von 1380 bis 1627 im Rat der Altstadt vertreten und stellte mehrfach den Großen Bürgermeister. Tile von Vechelde wurde 1494 in Braunschweig als Sohn des Ratsherrn Herman (VIII.) von Vechelde († 1511) und dessen Ehefrau Gese Doring geboren. Sein älterer Bruder war Cort von Vechelde. Tile absolvierte ab ca. 1511 eine kaufmännische Lehre und wurde zu dieser Zeit Mitglied der Gewandschneidergilde. Als Zehnmann war er Mitglied des Rates der Stadt und verwaltete die Einnahmen für die Kämmerei. Die Institution der Zehnmänner war 1512/1513 in Braunschweig eingeführt worden. Die Zehnmänner „standen an Ansehen hinter den Ratsherren nicht zurück.“ Von Vechelde galt als erfolgreicher Kaufmann. Er war von 1524 bis 1527, von 1532 bis 1535 und 1542/1543 Kleiner Gildemeister der Gewandschneidergilde und stand dieser 1560/1561 als Großer Gildemeister vor. Seine Handelsbeziehungen reichten bis nach England und Rügen. Neben Tuchen und Stoffen gehörten auch Getreide und Bier zu seinen Handelsprodukten. Von Vechelde hatte sein Handelshaus an der Jakobstraße und besaß daneben noch drei weitere Häuser in der Stadt.
Tile von Vechelde war in erster Ehe mit Remborg von Damm († 1536) verheiratet, mit der er neun Kinder hatte, darunter der spätere Lübecker Bürgermeister Hermann von Vechtelde. Die Tochter Elisabeth von Vechelde, die im Jahr 1583 starb, war verheiratet mit Bernt von Broitzem (1512–1561), von 1552 bis 1559 Bürgermeister der Braunschweiger Neustadt.
Seine zweite Ehefrau war Lucia Velhauer († 1588). Dieser Ehe entstammten vier Kinder. Tile von Vechelde starb im Mai 1572 im Alter von 77 Jahren in seiner Heimatstadt.